# Gongbuxue (sockenhuvudort i Kina, Tibet Autonomous Region, lat 28,85, long 91,01)
Gongbuxue (kinesiska: 工布学, 工布学乡) är en sockenhuvudort i Kina. Den ligger i den autonoma regionen Tibet, i den sydvästra delen av landet, omkring 90 kilometer söder om regionhuvudstaden Lhasa. Antalet invånare är 6 505. Befolkningen består av 3 196 kvinnor och 3 309 män. Barn under 15 år utgör 27,0 %, vuxna 15-64 år 68 %, och äldre över 65 år 4,0 %.
Runt Gongbuxue är det mycket glesbefolkat, med 4 invånare per kvadratkilometer. Det finns inga andra samhällen i närheten. Trakten runt Gongbuxue består i huvudsak av gräsmarker.
Genomsnittlig årsnederbörd är 1 044 millimeter. Den regnigaste månaden är juli, med i genomsnitt 238 mm nederbörd, och den torraste är december, med 10 mm nederbörd.